# Clematis armandii
Clematis armandii (Franch., 1885) è una pianta appartenente alla famiglia delle Ranunculaceae, diffusa in Cina, Myanmar e Vietnam.

## Descrizione
C. armandii è una pianta rampicante abbastanza rustica, visto che si adatta sia al clima continentale, sopportando anche -15 °C, sia al clima marittimo. Si differenzia dalle altre specie di Clematis perché è l'unica sempreverde. È caratterizzata da foglie allungate verde chiaro, e dai numerosi piccoli fiori a quattro o cinque petali, che virano dal bianco al rosa chiaro e che fioriscono da marzo ad aprile emanando un piacevole profumo.
Necessita di un'esposizione in pieno sole/mezz'ombra, ma la parte iniziale del fusto deve essere per forza coperta perché non sopporta la luce diretta del sole in quanto è la parte più delicata della pianta. Di rapidissima crescita è indicata sia da sola sia associata ad una varietà di Clematis a fiori grandi.
Raggiunge un'altezza variabile da 5 a 10 m ed è assai più vigorosa e meno esigente sulla natura del terreno rispetto alle varietà a grandi fiori.

## Tassonomia

### Varietà
Di C. armandii sono attualmente accettate, oltre alla specie in sé, 3 differenti varietà:
- Clematis armandi var. farquhariana ((Rehder & E.H.Wilson) W.T.Wang, 1998)[3]
- Clematis armandi var. hefengensis ((G.F.Tao) W.T.Wang, 1991)[4]
- Clematis armandi var. retusifolia ((J.Q.Fu & S.B.Ho) W.T.Wang, 2003)[5]